# Cyklopiroks
Cyklopiroks (łac. ciclopiroxum) – wielofunkcyjny organiczny związek chemiczny stosowany jako lek o działaniu przeciwzapalnym, przeciwgrzybicznym i przeciwbakteryjnym. Stosuje się go w postaci zawiesiny lub żelu, głównie na grzybice paznokci.
Mechanizm jego działania jest słabo poznany. Hamuje transport leucyny do wnętrza komórki, uszkadza błonę komórkową i doprowadza do utraty jonów potasu; hamuje kaskadę kwasu arachidonowego.
W Polsce od roku 2016 jest dostępny bez recepty.

## Preparaty
Preparaty z cyklopiroksem dostępne w Polsce w 2020 roku: lakiery do paznokci Axopirox, Ciclolack, Pirolam, Polinail.